# Новоград-Волынская операция
Новоград-Волынская операция (19—27 июня 1920) — наступление войск 1-й Конной армии РККА в ходе советско-польской войны 1919—1921 против польских войск с целью овладения Новоград-Волынским.

## Предыстория
В ходе проведенного советским Юго-Западным фронтом наступления (Киевская операция) было нанесено поражение польским войскам, которые начали отступать на запад. Однако попытка силами 1-й Конной армии окружить и полностью разгромить 3-ю польскую армию не была успешной. Главным силам 3-й армии удалось отойти на Коростень.

## Расстановка сил
В состав 1-й Конной армии (командующий — С. М. Будённый, члены РВС — К. Е. Ворошилов, Е. А. Щаденко, С. К. Минин) входили 4-я, 11-я, 14-я и 6-я кавалерийские дивизии, а также 45-я стрелковая дивизия. Армия насчитывала около 3 тысяч штыков, около 16,5 тысяч сабель, 670 пулемётов, около 100 орудий.
Части 3-й польской армии занимали рубеж pек Уж, Уборть и Случь. В районе Новограда-Волынского держала оборону группа «Случь» генерала Ромера (2 пехотных и 1 кавалерийская дивизии), в которой насчитывалось около 21 тысяч штыков, 3 тысячи сабель, 360 пулемётов и 60 орудий.

## Планы сторон
Директива РВС Юго-Западного фронта от 15 июня 1920 г. ставила 1-й Конной армии задачу овладеть районом Новограда-Волынского, а затем начать наступление на Ровно. Замысел командования 1-й Конной армии заключался в том, чтобы нанести основной удар силами 4-й, 11-й и 14-й кавалерийских дивизий в общем направлении на Яблонец, обходя Коростеньский железнодорожный узел с запада, 6-я кавалерийская дивизия должна была наносить удар на Новоград-Волынский с востока, 45-я стрелковая дивизия наступать на Шепетовку, с целью обеспечения устойчивости левого фланга армии.

## Ход операции
1-й Конная армия начала наступление утром 19 июня 1920 г. на участке Сушки, Рясно, Бараши, Симоны, но успеха не достигла. В тот же день части 12-й армии (командующий Г. К. Восканов) вышли к Коростеню. С учётом этого факта командование Юго-Западного фронта изменило план действий 1-й Конной армии. По новому плану 4-я, 11-я и 6-я кавалерийские дивизии должны были наносить удары с севера, северо-запада и востока с целью овладеть Новоградом-Волынским, а 14-я кавалерийская дивизия должна была оказать содействие 12-й армии в овладении Коростенем.
20 июня 11-я кавалерийская дивизия заняла Киянку, 6-я кавалерийская дивизия взяла Кутузовку, 4-я кавалерийская дивизия выдвинулась в район Яблонец, Неделище, а 14-я кавалерийская дивизия взяла Усолуск. 7-я стрелковая дивизия 12-й армии 20 июня заняла Коростень. Польские войска в ночь на 22 июня начали отступление на линию Рогачев, Новоград-Волынский, Емильчино, где была заблаговременно создана полоса обороны.
23-24 июня войска 1-й Конной армии пытались прорвать оборону противника севернее Новограда-Волынского, польские части не только оборонялись, но и переходили в контратаки. Поэтому главные силы 1-й Конной армии в ночь на 26 июня совершили перегруппировку. 4-я кавалерийская дивизия и бригада 11-й кавалерийской дивизии продолжали сковывать противника севернее Новограда-Волынского (на участке Чижовка, Ивашковка), а 6-я кавалерийская дивизия переправилась через реку Случ и захватила плацдарм в районе Ивашковки, 45-я стрелковая дивизия форсировала реку в районе Барановки.
На рассвете 27 июня в районе Лубчицы форсировала Случь ещё одна бригада 11-й кавалерийской дивизии, которая находилась в армейском резерве, 6-я кавалерийская дивизия при поддержке двух бригад 11-й кавалерийской дивизии атаковала Новоград-Волынский с запада и после ожесточённого боя заняла его. 14-я кавалерийская дивизия, используя достигнутый успех, форсировала реку Случ и заняла Суемцы. Польские войска начали быстрое отступление на Корец и Шепетовку, части 1-й Конной армии начали преследование противника.

## Итоги
Польские войска, подвергшись внезапным фланговым ударам, начали отступать по всему фронту на запад. 28 июня 45-я стрелковая дивизия заняла Новый Мирополь. Успешно наступали и другие войска советского Юго-Западного фронта: 12-я армия заняла Мозырь, Овруч и Белокоровичи, а 14-я армия — Жмеринку. Для войск Юго-Западного фронта создались благоприятные условия для проведения Ровенской операции.